# Du mich auch
Du mich auch (títol de referència: Kannst mich gerne haben) és una pel·lícula alemanya en blanc i negre de l'any 1986 de Dani Levy i Anja Franke, la seva parella en aquell moment. Helmut Berger va ser codirector i també va contribuir al guió, que va ser coescrit per Franke i Levy. La parella també va assumir els papers principals com Julieta i Romeu. La pel·lícula debut de Levy també representa la seva primera col·laboració amb Franke.

## Argument
Els músics de carrer Romeu i Julieta viuen a Berlín, la seva història, basada en la tragèdia Romeu i Julieta de William Shakespeare, aquí es torna a explicar. Mentre Romeo toca la guitarra, Julieta domina el saxo. El seu coneixement està determinat pel fet que un d'ells vol eclipsar l'altre. Aviat s'enamoren l'un de l'altre, però no poden salvar aquest amor a la vida quotidiana, tot i que acaben junts en situacions estranyes, com ara ser convidats a unes inusuals Noces d'Or. També intenten convèncer els seus pares de l'especial que és la seva connexió. Però l'harmonia inicial commovedora del nou enamorat es perd i el que queden són arguments que sovint fan mal. La Julieta diu que ja no sent l'amor que hauria d'haver entre Filemó i Baucis.
Quan tots dos es veuen involucrats en un assassinat misteriós que implica una pel·lícula de Súper 8, primer passegen per la ciutat sols, dormint al carrer i somiant estar al costat del mar, però després es troben de nou i fugen junts pels terrats de Berlín. En aquesta situació confusa, Romeo li pregunta llavors a la Julieta si li agradaria casar-se amb ell, cosa que la deixa totalment desprevinguda, però aleshores ella plorant diu que sí. Quan els disparen mentre intenten escapar, encara viuen.

## Repartiment
- Anja Franke: Julia
- Dani Levy: Romeu
- Jens Naumann: Gigolo
- Mathias Gnädinger: pare de Romeu
- Regine Lutz: mare de Romeu
- Helma Fehrmann: Àvia
- Karleen Rutherford: Sol
- Michael Kesting: petit guardaespatlles
- Hans-Eckart Eckhardt: Gran guardaespatlles
- Gerd Jessat: Senador
- Ruth Fahlke: Dona a la banyera
- Holger Franke

## Producció, èxit, publicació
Després d'anys de "resistència pacient", la pel·lícula va ser produïda amb un petit pressupost per Känguruh-Film GmbH (Berlín) i Schweizer Fernsehen per a la Suïssa alemanya i romanxa (SF DRS, Zuric), així com per Filmkollektiv Zürich (Zuric) a Berlín l'estiu de 1985 i va ser un èxit instantani. Es va projectar a diversos festivals, inclòs el Setmana de la Crítica durant el Festival Internacional de Cinema de Canes. A la sala de cinema Moviemento de Berlín es va convertir en una pel·lícula de culte i va estar en programa durant més de dos anys. El projeccionista de l'època Tom Tykwer estava tan entusiasmat amb la pel·lícula de Levy que la va projectar diverses vegades. Aquest primer contacte entre els dos homes els va portar més tard a fundar junts la productora X Films Creative Pool.
Du mich auch també va ser per Niki Reiser, el compositor de la música de pel·lícula, el seu primer èxit als països de parla alemanya. Des de llavors, Reiser ha afegit música a totes les pel·lícules de Dani Levy. Els solistes musicals van ser: Dave Petersen (saxo tenor), Thomas Moeckel (trompeta), David Klein (bateria, baix), Olivier Gagneux (Percussió), Tibor Elekes (Contrabaixist), Niki Reiser (Piano, Saxo soprano).
Du mich auch va ser finançat per la Filmförderungsanstalt (FFA) (Berlín) i la Filmförderung berlinesa.
A la República Federal d'Alemanya, la pel·lícula, que s'anunciava amb les paraules "una pel·lícula sobre l'amor i els cadàvers, divertida, tendra i en blanc i negre", es va estrenar el 2 d'octubre de 1986 al Moviemento de Berlín. A França es va estrenar en versió doblada el 9 de desembre de 1987 sota el títol Toi et moi aussi. També es va mostrar als EUA, el títol allà era You Love Me Too, alternativament Same to You.
El 9 de febrer de 2007, Du mich auch va ser llançat en DVD per Filmgalerie 451.

## Crítica
A Evangelischer Pressedienst (EPD Film 11/86) Dietrich Kuhlbrodt va escriure, “no [es] reivindica res en aquesta pel·lícula. Amb un encant ingenu, continua la vida quotidiana de la ciutat dels qui viuen als seus límits. Blanc i negre atmosfèric, descarat i poètic, units, sobretot, per la música commovedora de Niki Reiser. La pel·lícula va ser "recentment rodada" […] i té "una qualitat que es buscaria en va en moltes pel·lícules de maduresa política i acadèmica"
La revista il·lustrada berlinesa tip va qualificar la pel·lícula com una "comèdia completament relaxada però sofisticada" que representa "un debut petit però abundant". Filmgalerie 451 va considerar: "Un romanç a la gran ciutat encantador i autocrític".
Willy Theobald de la revista Der Spiegel va diferenciar: “'Ens separem o sí?' és el tema constantment variat d'un tour de force entre la pubertat tardana, el desamor estudiantil i l'intent de fer una pel·lícula. També es va dir que el “semidiletantisme” d'Anja Franke i Dani Levy va donar la seva aura a la pel·lícula. Estem parlant d'una “primera obra simpàtica” que només es va crear “després d'un esforç massiu per part dels iniciadors”. Tanmateix, no es pot parlar d’ "una trama completament complexa […], un esdeveniment segueix al següent de manera semblant a un mosaic".
Kino.de va recordar que la pel·lícula, rodada en blanc i negre, va ser "comerciada en aquell moment com la Al final de l'escapada dels anys 80" i "l'odissea de la gran ciutat de Berlín plena d'idees de posada en escena originals” i viu a partir de “diàlegs autèntics i els dos actors principals vitals”.

## Premis
- Festival Vevey Millor pel·lícula[9]
- Invitació a la secció “Semaine de la Critique” del Festival Internacional de Cinema de Canes[1]